# Edward Pigott
Edward Pigott (ur. 1753, zm. 27 czerwca 1825 w Bath) – brytyjski astronom.

## Biografia
Edward Pigott urodził się w rodzinie astronoma Nathaniela Pigotta (1725–1804) i Anny Mathurine de Bériot (1727–1792) w 1753 roku. Pracując z ojcem, obserwował satelity Jowisza oraz ze stacji w pobliżu Caen w Normandii przejście Wenus 3 czerwca 1769 roku. Prowadząc obserwacje w Glamorganshire odkrył Galaktykę Czarne Oko w gwiazdozbiorze Warkocza Bereniki 23 marca 1779 roku. W listopadzie 1783 roku odkrył kometę okresową 226P/Pigott-LINEAR-Kowalski (D/1783 W1). Przyjaźnił się i współpracował z astronomem Johnem Goodrickem, badając gwiazdy zmienne. Pigott korespondował z Royal Society, Williamem Herschelem i Nevilem Maskelynem. Zmarł w Bath 27 czerwca 1825 roku.

## Upamiętnienie
Jego imieniem nazwano planetoidę (10220) Pigott.